# فرودگاه اوپدال فاگرهاوگ
فرودگاه اوپدال فاگرهاوگ (به انگلیسی: Oppdal Airport, Fagerhaug) (به زبان بومی: Oppdal flyplass, Fagerhaug) یک فرودگاه همگانی است که یک باند فرود آسفالت دارد و طول باند آن ۹۳۶ متر است. این فرودگاه در کشور نروژ قرار دارد و در ارتفاع ۵۵۸ متری از سطح دریا واقع شده است.